# Jiao Zhimin
Jiao Zhimin (chiń. 焦志敏; ur. 1 grudnia 1963 w Yichun) – chińska tenisistka stołowa, dwukrotna medalistka olimpijska, pięciokrotna medalistka mistrzostw świata.
W 1988 roku wystąpiła na igrzyskach olimpijskich w Seulu. Wzięła udział w dwóch konkurencjach – zdobyła srebrny medal olimpijski w grze podwójnej (wspólnie z Chen Jing) i brązowy w grze pojedynczej.
W latach 1985–1987 zdobyła pięć medali mistrzostw świata (jeden złoty, jeden srebrny i trzy brązowe), w 1986 roku trzy medale igrzysk azjatyckich (jeden złoty i dwa srebrne), a w latach 1984–1988 osiem medali mistrzostw Azji (dwa złote, trzy srebrne i trzy brązowe).
Od 1989 roku jej mężem jest Ahn Jae-hyung, południowokoreański tenisista stołowy, brązowy medalista olimpijski z Seulu, a później trener tenisa stołowego. Ich synem jest An Byeong-hun, południowokoreański golfista, olimpijczyk z Rio de Janeiro (2016).